# Bombylisoma cinereitinctum
Bombylisoma cinereitinctum är en tvåvingeart som först beskrevs av Hesse 1938.  Bombylisoma cinereitinctum ingår i släktet Bombylisoma och familjen svävflugor. Inga underarter finns listade i Catalogue of Life.